# Локер, Йоханан
Йохана́н Ло́кер (ивр. יוחנן לוקר‎; род. 17 сентября 1958, Израиль) — председатель Совета директоров израильской больничной кассы «Шерутей Бриут Клалит». Генерал-майор запаса Армии обороны Израиля; в последней армейской должности — Военный секретарь премьер-министра Израиля (с января 2010 по ноябрь 2012 года).

## Биография
Йоханан Локер родился 17 сентября 1958 года в семье Мартина и Ривки (урождённой Хелтовски) Локер.
Отец Локера, Мартин (24 июня 1930 — 26 февраля 2013), сын Йосефа и Эльзы Локер, уроженец селения Бергомет в Северной Буковине (ныне Украина), пережил Холокост, в детстве пройдя марш смерти до гетто города Могилёв-Подольский, и приехал в Израиль на борту судна «Альталена».
Йоханан Локер рос в Тель-Авиве. Семья переехала на два года в Германию, где отец Локера занимался бизнесом. По возвращении в Израиль Локер окончил среднюю школу «Ирони Алеф» в Тель-Авиве.

### Военная карьера
В 1976 году Локер был призван на службу в Армии обороны Израиля и начал службу в ВВС. Через три года окончил курс лётчиков ВВС по специальности штурман. По окончании курса был распределён в 107-ю эскадрилью истребителей «F-4 Фантом» на базе ВВС Хацерим.
В первую неделю Ливанской войны, 10 июня 1982 года, Локер (на тот момент штурман истребителя «F-4 Фантом» в звании капитана) оказался замешан в инциденте, повлёкшим гибель 24 военнослужащих Армии обороны Израиля, в ходе бомбардировки колонны бронетехники и сопровождающих её солдат пехоты, ошибочно принятых пилотом истребителя, подполковником Дани Шаки, за отряд сирийской армии. Следственная комиссия под руководством бригадного генерала Рафи Хар-Лева постановила, что Локер предупредил пилота об ошибочности опознания колонны, но был вынужден подчиниться приказу пилота начать бомбардировку.
В 1985 году Локер был назначен заместителем командира 107-й эскадрильи, а в 1990 году был назначен главой канцелярии Командующего ВВС Авиху Бин-Нуна.
В 1991 году возглавил 107-ю эскадрилью, став первым в истории ВВС Израиля штурманом, возглавившим авиационную эскадрилью.
С 1994 года командовал отделением боя Оперативного департамента в Управлении воздушных сил ВВС, в 1997 году был назначен главой Департамента планирования и организации (ивр. תוא"ר‎) Управления штаба ВВС.
С 2001 по 2005 год Локер командовал базой ВВС «Хацерим», после чего возглавил Управление воздушных сил ВВС, а в марте 2008 года стал начальником штаба (главой Управления штаба) ВВС.
За всё время службы в ВВС Локер имел на своём счету более 5 000 часов времени налёта.
14 января 2010 года Локер был повышен в звании до генерал-майора и назначен Военным секретарём премьер-министра Израиля, сменив на посту генерал-майора Меира Клифи.
В декабре 2011 года был назван вероятным кандидатом на пост Командующего ВВС Израиля после ухода с поста генерал-майора Идо Нехуштана, при этом сообщалось, что кандидатуре Локера отданы предпочтения премьер-министра Биньямина Нетаньяху, в то время как Начальник Генштаба Бени Ганц желает видеть на посту главу Управления планирования Генштаба генерал-майора Амира Эшеля. В феврале 2012 года было принято решение о назначении генерал-майора Амира Эшеля на эту должность.
26 ноября 2012 года Локер окончил службу на посту Военного секретаря премьер-министра и вышел в отпуск до 1 августа 2013 года накануне выхода в запас из армии. Открывая заседание правительства 4 ноября 2012 года, премьер-министр Нетаньяху отметил весомый вклад Локера в продвижение проекта сооружения разделительного барьера на египетско-израильской границе и его усилия по освобождению солдата Гилада Шалита, похищенного боевиками из сектора Газа, а также поблагодарил Локера за исполнение многочисленных поручений в оборонной сфере, многие из которых не были преданы официальной огласке.

### После выхода в запас
В январе 2013 года Локер был нанят для проведения стратегического консультирования израильскому холдингу Clal Industries («Клаль Таасийо́т»), а также вошёл в состав совета директоров компаний холдинга: Golf&Group и Taavura. Занял также должность председателя совета директоров входящих в холдинг компаний Hadera Paper («Ньяр Хаде́ра»), лидера целлюлозно-бумажного производства Израиля, Bet Shemesh Engines («Меноэ́й Бейт-Ше́меш») по производству воздушно-реактивных двигателей и Kitan Textile Industries (ивр. כיתן תעשיות טקסטיל‎). В 2014 году был назначен генеральным директором дочерней компании холдинга, в рамках которой велось управление деятельностью компаний холдинга.
В 2014 году по решению военно-политического кабинета Израиля Локер также возглавил Комиссию по определению принципов формирования оборонного бюджета Израиля, получившую название «Комиссия Локера». Комиссия представила на рассмотрение кабинета ряд рекомендаций, включая рекомендации об укреплении механизма правительственного надзора над кадровой политикой армии, реорганизации Генштаба армии (как то слияние Управления технологии и логистики с Командованием сухопутных войск), снижении сроков срочной военной службы и возраста увольнения военнослужащих сверхсрочной службы и существенных кадровых сокращениях. Отчёт комиссии был подвергнут резкой критике со стороны высокопоставленных лиц в Министерстве обороны и армии: министр обороны Моше Яалон назвал выводы комиссии «поверхностными и оторванным от реальности» и бойкотировал встречу с премьер-министром Биньямином Нетаньяху из-за приглашения Локера на встречу, а глава пресс-службы Армии обороны Израиля Моти Альмоз назвал рекомендации комиссии о кадровой политике в отношении военнослужащих сверхсрочной службы «пулей между глаз» для армии. С другой стороны голоса в поддержку выводов комиссии были высказаны как со стороны политиков правительственной коалиции, включая министров Нафтали Беннета и Йоава Галанта, так и со стороны лидера оппозиционной партии «Мерец», Захавы Гальон.
В 2016 году Локер также входил в состав комиссии (вместе с генерал-майором запаса Яаковом Амидрором и Йосефом Чехановером) по формированию рекомендаций о рабочих процедурах военно-политического кабинета Израиля.
В апреле 2016 года Локер сообщил об уходе из холдинга Clal Industries и был назначен членом совета директоров концерна Israel Chemicals, а в августе 2016 года возглавил совет директоров концерна. Концерну под руководством Локера удалось значительно уменьшить своё долговое бремя, помимо прочего посредством продажи деятельности концерна по производству средств огнезащиты и присадок в масла за 1,1 миллиард долларов, а также продажи 50%-ой доли концерна в компании IDE Technologies за 175 миллионов долларов. В период руководства концерн также пересмотрел свою бизнес-стратегию и принял решение войти в сферу точного земледелия. В 2019 году Локер передал пост председателя совета директоров концерна Йоаву Доппельту.
В январе 2020 года по результатам отбора из числа 30 кандидатов Локер был назван ведущим кандидатом на пост председателя совета директоров больничной кассы «Шерутей Бриут Клалит», крупнейшей здравоохранительной организации Израиля. Локер вступил на данный пост 1 марта 2020 года.

### Образование и личная жизнь
За время службы в армии Локер получил степень бакалавра Университета имени Бар-Илана (в области экономики и делового администрирования) и степень магистра делового администрирования Гарвардского университета.
Разведён, отец четырёх детей от брака с Галит Локер.
Младший брат Локера, Харель, был генеральным директором Министерства премьер-министра Израиля с декабря 2011 года по июль 2015 года, с августа 2017 по август 2021 года возглавлял совет директоров израильского концерна Israel Aerospace Industries, а с января 2021 года возглавляет совет директоров израильской топливной компании Paz Oil Company. Ещё один брат Локера, доктор Хаим Локер, ведёт практику хирурга-кардиолога в США.